# Классификатор каскадно-гравитационный
Каска́дно-гравитацио́нный классифика́тор — вид воздушного классификатора, предназначенный для разделения порошкообразных и мелкокусковых материалов по крупности или плотности (при одноразмерности частиц) в воздушном потоке.

## Характеристики
- производительность — от 1 до 50 т/ч
- крупность питания — до 5 мм
- габариты: ширина — от 800 мм, длина — от 700 мм, высота — от 2400 мм
- масса — от 0,3 т

Сам классификатор не имеет установленных электропотребителей, но для его функционирования необходима воздушно-транспортная и аспирационная системы. Для их организации используется транспортный вентилятор, циклоны, рукавный фильтр или циклон для аспирации — очистки воздуха перед выбросом в атмосферу. Также необходимо организовать подачу исходного материала и отвод продуктов классификации. Весь комплекс оборудования имеет установленную мощность от 15 до 120 кВт.

## Применение
- Разделение порошкообразных и мелкокусковых материалов по крупности
- Разделение порошкообразных и мелкокусковых материалов по плотности

Для применения воздушного способа разделения материала по крупности или плотности требуется соблюдения жесткого условия сохранения низкой абсолютной влажности материала до 1—2 %, иначе зерна материала слипаются и не могут быть разделены. Ввиду того, что в естественном состоянии материалы имеют влажность 2—4 %, а в водонасыщенном 8 % и выше, применение воздушного классификатора требует предварительной сушки материала. Последнее требует существенного увеличения расходов на переработку, что при отсутствии по технологии требования сушки материала делает применение воздушного классификатора экономически не целесообразным. В этом случае используют обычные грохота (для границ разделения выше 2 мм) или их усовершенствованные высокоэффективные варианты (для границ разделения менее 2 мм).

## Рабочие элементы
- Загрузочный бункер
- Шахты
- Затвор
- Патрубки
- Корпус
- Каналы

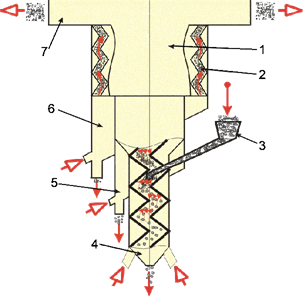
Принципиальная схема каскадно-гравитационного классификатора

Подача исходного материала производится в патрубок 3, откуда он поступает в шахту, продуваемую воздухом снизу. Крупный и соответственно тяжелый материал опускается вниз 4, а воздушно-пылевая смесь (поток с материалом меньше граничной крупности) вверх, где попадает в другую шахту. В ней объём пространства больше, а скорость потока меньше, это приводит к выпадению из смеси части материала 5, который не способен удержать воздушный поток. Далее может стоять ещё одна шахта, в которой процесс деления аналогичен 6. В конце концов в верхней части классификатора 1 производится перечистка самой тонкой пылевидной фракции в наборе малых шахт 2 и пылевидная фракция 7 выдувается далее в циклоны, а более крупные частицы опускаются вниз в зону первичных шахт.

## Классификация
- двухпродуктовые каскадно — гравитационные классификаторы
- трехпродуктовые каскадно — гравитационные классификаторы
- четырёхпродуктовые каскадные — гравитационные классификаторы

Наиболее качественное разделение происходит для меньшего числа продуктов, то есть работа с одной границей разделения обеспечит эффективное разделение и чистоту каждого продукта лучше, чем вариант с двумя границами — тремя продуктами, и тем более, чем для варианта с тремя границами — четырьмя продуктами.